# Sudetes occidentales
Los Sudetes occidentales (polaco: Sudety Zachodnie; checo: Krkonošská oblast; alemán: Westsudeten) son la parte occidental de la cordillera de los Sudetes, en la frontera entre la República Checa, Polonia y Alemania. Se extienden desde el río Elba y las montañas de arenisca del Elba, por el oeste, hasta el río Bóbr, en el este.
Los Sudetes occidentales comprenden varias cadenas montañosas, que incluyen:
- Montañas de los Gigantes (Krkonoše)
- Cordillera Landeshut (Rudawy Janowickie)
- Montañas Katzbach o Kaczawskie
- Ještěd-Kozákov Ridge
- Montes Jizera
- Montañas Lusatian, incluidos los montes Zittau
- Tierras altas de Lusatian

La gran cuenca del valle de Jelenia Gora está situada en el pie norte de las montañas de los Gigantes, entre la Cordillera Landeshut y las montañas Jizera.